# Paramuricea macrospina
Paramuricea macrospina är en korallart som först beskrevs av Koch 1882.  Paramuricea macrospina ingår i släktet Paramuricea och familjen Plexauridae. Inga underarter finns listade i Catalogue of Life.